# ポーンサワン郡
ポーンサワン郡（ポーンサワンぐん）は、ラオス人民民主共和国北部シエンクワーン県の県庁所在地である。人口は57,000人。
シエンクワーン県の古い県庁所在地が、パテート・ラオとアメリカに支持された反共産主義の軍隊の間で戦いにより完全に破壊されたので、1970年代中頃にポーンサワンが造られた。その最も大きな魅力は、ジャール平原に近いということである。カルデラを思わせる草原の丘陵地帯が広がっている。
街自体は埃っぽいが、他のラオスの諸都市に比べて新しい街のため、近代的である。街の中心部に赤十字センターがあり、街でかつて起きた戦闘の影響を伝える情報が提供されている。周辺には山岳民族が多く、中国系の住民も存在する。